# Каль-Сар
Каль-Сар (перс. كل سر) — село в Ірані, у дегестані Малфеджан, у Центральному бахші, шагрестані Сіяхкаль остану Ґілян. За даними перепису 2006 року, його населення становило 110 осіб, що проживали у складі 38 сімей.